# Cercopitec blau
El cercopitec blau (Cercopithecus mitis) és una espècie de primat catarrí de la família dels cercopitècids. És originari de l'Àfrica central i Oriental, on viu entre la Vall del Rift i el riu Congo, fins al nord d'Angola i el nord-oest de Zàmbia. Habitualment se'n reconeixen sis subespècies.